# Pultenaea empetrifolia
Pultenaea empetrifolia är en ärtväxtart som beskrevs av Meissner. Pultenaea empetrifolia ingår i släktet Pultenaea och familjen ärtväxter. Inga underarter finns listade i Catalogue of Life.